# Comuna Vesneane, Iakîmivka
Vesneane (în ucraineană Весняне) este o comună în raionul Iakîmivka, regiunea Zaporijjea, Ucraina, formată din satele Mîhailivske, Stepove și Vesneane (reședința).

## Demografie
Componența lingvistică a comunei Vesneane
     Ucraineană (72,52%)
     Rusă (22,52%)
     Alte limbi (0,15%)
Conform recensământului din 2001, majoritatea populației comunei Vesneane era vorbitoare de ucraineană (72,52%), existând în minoritate și vorbitori de rusă (22,52%) și găgăuză (1,11%).